# Edsbruk
Edsbruk – miejscowość (tätort) w Szwecji, w regionie administracyjnym (län) Kalmar, w gminie Västervik.
Według danych Szwedzkiego Urzędu Statystycznego liczba ludności wyniosła: 324 (31 grudnia 2015), 371 (31 grudnia 2018) i 349 (31 grudnia 2019).